# آبشار سیسترز اف منی
آبشار سیسترز اف منی (به انگلیسی: Sisters of Mary Falls) آبشاری است که در همیلتون (انتاریو)، کانادا واقع شده و ارتفاع کلی ریزشگاه آن ۲۰ متر (۶۶ فوت) است.